# 11804 Zambon
11804 Zambon è un asteroide della fascia principale. Scoperto nel 1981, presenta un'orbita caratterizzata da un semiasse maggiore pari a 2,5938783 UA e da un'eccentricità di 0,2005384, inclinata di 7,46878° rispetto all'eclittica.